# Werner Lachmann
Werner Lachmann (* 5. April 1941 in Essen-Steele) ist ein deutscher Wirtschaftswissenschaftler und emeritierter Professor für Wirtschaftspolitik und Entwicklungsökonomik.

## Leben und Wirken
Werner Lachmann fand als junger Mann im Essener Weigle-Haus bei Pastor Wilhelm Busch zum christlichen Glauben. Er studierte ab 1964 Evangelische Theologie und ab 1966 Volkswirtschaftslehre an der Ruprecht-Karls-Universität Heidelberg. 1968 wurde er in die Studienstiftung des deutschen Volkes aufgenommen, erhielt ein Fulbright-Stipendium und setzte sein Studium der Volkswirtschaftslehre an der Rutgers University in den USA fort, wo er 1972 mit seiner Dissertation zu „Education and Growth: A Control-Theoretic Approach“ zum Ph. D. in Volkswirtschaftslehre promoviert wurde. Es folgten Studien in Belgien an der Université catholique de Louvain und am Center for Operations Research and Econometrics. Ab 1973 bis 1979 war er Wissenschaftlicher Angestellter am Alfred-Weber-Institut der Universitat Heidelberg und 1974 Berater am Institut für Systemtechnik und Innovationsforschung der Fraunhofer-Gesellschaft in Karlsruhe. Von 1979 bis 1983 war er Wissenschaftlicher Mitarbeiter am Lehrstuhl für Volkswirtschaftslehre der Johann Wolfgang Goethe-Universität Frankfurt am Main, wo er 1981 mit seiner Arbeit über das volkswirtschaftliche Thema: „Eine Analyse fiskalischer und monetarer Maßnahmen des Staates in einem mikrookonomisch fundierten Makroungleichgewichtsmodell“ habilitiert wurde.
1983 wurde er zum Professor auf Lebenszeit auf den Lehrstuhl für Volkswirtschaftslehre an der Johannes Gutenberg-Universität Mainz ernannt. Von 1992 bis zu seiner Emeritierung 2006 war er Ordinarius für Wirtschaftspolitik und Entwicklungsökonomik an der Friedrich-Alexander-Universität Erlangen-Nürnberg in Nürnberg.
1988 gründete er zusammen mit Professorenkollegen und Wirtschaftspraktikern die Gesellschaft zur Förderung von Wirtschaftswissenschaften und Ethik (GWE). In Kooperation mit der Fachgruppe der Studiengemeinschaft Wort und Wissen veranstaltete er alle zwei Jahre GWE-Fachtagungen. Von 1988 bis 2017 war er Vereinsvorsitzender der GWE und ist seither deren Ehrenvorsitzender.

„Die Marktwirtschaft funktioniert auch mit Sündern, der Sozialismus hingegen nur mit Engeln.“

Seine Tätigkeiten als Gastdozent führten ihn 1990 nach Kolumbien an die Universidad de los Andes, Bogota und zu regelmäßigen Vorlesungen nach Frankreich an die Universite de Bourgogne, Dijon; 1992 nach Australien an die Economics Department der University of Queensland, Brisbane und seit 1993 nach Lettland an das Institute of International Affairs der Latvijas Universitate, Riga; 1997 nach Österreich an die Karl-Franzens-Universität Graz, nach Ungarn an die Budapest University of Economic Science, nach China an die Yanbian University of Science and Technology (YUST), Yanji mit der Ernennung zum „Concurrent Professor“, nach Usbekistan an die Wirtschaftsuniversität Taschkents, sowie an die Hochschule für Wirtschaft und Diplomatie, Taschkent und 2001 nach Peking an die Beijing Foreign Studies University. Lachmann forschte über das Verhältnis von Ökonomik, Ethik und Religion sowie nationale und internationale Aspekte der Globalisierungsethik.

### Ehrenamtliche Tätigkeiten
- 1991 External Research Co-ordinator am International Institute for Development Studies, Calcutta, Indien
- 1991–1993 Projekt-Koordinator des ERASMUS-Austausches mit der Universita degli studi di Verona, Italien
- 1991–1993 Fachbereichsbeauftragter für das ERASMUS-Austauschprogramm mit der Universidad de Valencia, Spanien
- 1992–1993 Programm-Koordinator für den Austausch mit der Universita degli studi di Pavia, Italien
- 1994 Koordinator eines ERASMUS-Programms mit den Universitäten Dijon, Frankreich, Graz, Österreich, Lund, Schweden, Tampere, Finnland, Thessaloniki, Griechenland, Valencia, Spanien, Verona, Italien
- 1999 Vertrauensdozent der Konrad-Adenauer-Stiftung
- 1999 Universitätsbeauftragter für die Wirtschaftsuniversität Taschkent, Usbekistan und für die Hochschule für Wirtschaft und Diplomatie, Taschkent, Usbekistan
- 1999 Universitätsbeauftragter für die lettische Universität Riga, Lettland
- 2001 Vorsitzender des Kuratoriums der CJD Arnold-Dannenmann-Akademie, Eppingen

### Mitgliedschaften
- seit 1984 Mitglied des Ausschusses für Entwicklungsländer des Vereins für Sozialpolitik
- 1985 Mitglied der temporären Arbeitsgruppe Wirtschaft und Ethik des Vereins für Sozialpolitik
- seit 1989 Mitglied des Ausschusses Wirtschaftswissenschaft und Ethik des Vereins für Sozialpolitik
- 1991–1994 Mitglied des Kuratoriums der Evangelischen Akademie der Pfalz
- seit 1999 Mitglied des Präsidiums des Christlichen Jugenddorfwerkes Deutschlands (CJD)

## Auszeichnungen
- 1999: Ehrendoktor der Universität Lettlands, Riga.[3]

## Veröffentlichungen
- A model of investments in safety devices in a simple economy, Universität Heidelberg, Fachgruppe Wirtschaftswissenschaften, Heidelberg 1974.
- Wirtschaftspolitik im Ungleichgewicht. Eine Analyse fiskalischer und monetärer Massnahmen des Staates in einem mikroökonomisch fundierten Makroungleichgewichtsmodell (zugl. Habilitation, Universität Frankfurt a. M. 1981), Peter Lang Verlag, Frankfurt a. M. 1983, ISBN 978-3-8204-7684-2.
- mit Helmuth Egelkraut und Hermann Sautter: Die Krise der Arbeitsgesellschaft: Chancen und Grenzen christlicher Verantwortung, SCM R. Brockhaus, Wuppertal 1984, ISBN 978-3-417-29512-2.
- Ausweg aus der Krise. Fragen eines Christen an Marktwirtschaft und Sozialstaat, Brockhaus, Wuppertal 1985, ISBN 978-3-417-20369-1.
- Leben wir auf Kosten der dritten Welt?, Brockhaus, Wuppertal 1986, 2. Aufl. 1987, ISBN 978-3-417-29520-7.
- Wirtschaft und Ethik. Massstäbe wirtschaftlichen Handelns, Hänssler, Neuhausen 1987, 2. Aufl. 1989, ISBN 978-3-7751-1123-2.
- Fiskalpolitik, Springer, Berlin 1987, ISBN 978-3-540-13791-7.
- Geld – und wie man damit umgeht, Brunnen-Verlag, Gießen 1989, ISBN 978-3-7655-2440-0.
- Geld verdienen, Geld ausgeben, Geld sparen: ein kleiner Leitfaden für Christen, Brunnen-Verlag, Gießen 1991, ISBN 978-3-7655-5164-2.
- Wirtschaft und Ethik. Maßstäbe wirtschaftlichen Handelns aus biblischer und ökonomischer Sicht, LIT, Berlin 2006, 3. Aufl. 2016, ISBN 978-3-8258-9844-1.
- Entwicklungshilfe Bd. 4: Motive, Möglichkeiten und Grenzen, Problemfelder, Oldenbourg, München 2., erw. und aktualisierte Aufl. 2010, ISBN 978-3-486-58442-4.
- Volkswirtschaftslehre (Reihe: Springer-Lehrbuch)
  - Teil 1: Grundlagen, Springer, Berlin 1990, 5., überarb. und erw. Aufl. 2006, ISBN 978-3-540-30086-1.
  - Teil 2: Anwendungen, Springer, Berlin 1995, 2., vollst. neu bearb. und erw. Aufl. 2004, ISBN 978-3-540-20219-6.
- Entwicklungspolitik
  - Band 1: Grundlagen, Oldenbourg, München 1994, 2., überarb. Aufl. 2004, ISBN 978-3-486-25139-5.
  - Band 2: Binnenwirtschaftliche Aspekte der Entwicklung, Oldenbourg, München 1997, ISBN 978-3-486-22944-8.
  - Band 3: Aussenwirtschaftliche Aspekte des Entwicklungsprozesses, Oldenbourg, München 1994, ISBN 978-3-486-22949-3.
  - Band 4: Entwicklungshilfe, Oldenbourg, München 1999, ISBN 978-3-486-22956-1.
- mit Gunther Wanke (Hrsg.): Über die Folgen der Einheit, Universitätsbund, Erlangen 2003, ISBN 978-3-930357-57-4.

als Herausgeber
- Andenpakt und Europäische Gemeinschaft: ein Symposion der Johannes Gutenberg-Universität, Mainz und der Universidad de los Andes, Bogotá, Peter Lang Verlag, Frankfurt a. M. 1990, ISBN 978-3-631-41697-6.
- mit Reinhard Haupt: Wirtschaftsethik in einer pluralistischen Welt, Brendow, Moers 1991, ISBN 978-3-87067-442-7.
- mit Reinhard Haupt: Entwicklungsförderung: Ost-West-Anpassung und Nord-Süd-Ausgleich (Konferenzschrift, Hemer 1991), Brendow, Moers 1992, ISBN 978-3-87067-464-9.
- Umwelt – Wirtschaft – Ethik: die ökologische Herausforderung aus wirtschaftlicher und ethischer Sicht, Brendow, Moers 1993, ISBN 978-3-87067-532-5.
- Die Arbeitsgesellschaft in der Krise. Konsequenzen für den einzelnen und die Volkswirtschaft, Lit, Münster 1995, ISBN 978-3-8258-2575-1.
- Erneuerung der sozialen Marktwirtschaft. Chancen und Risiken, Lit, Münster 1996, ISBN 978-3-8258-2819-6.
- Globalisierung der Wirtschaft: Segen oder Fluch? (Konferenzschrift, Bad Blankenburg 2003), Lit, Münster 2005, ISBN 978-3-8258-8657-8.
- Globalisierung: Arbeitsteilung oder Wohlstandsteilung?, Lit, Münster 1998, ISBN 978-3-8258-4072-3.
- Zur Zukunft Europas. Wirtschaftsethische Probleme der Europäischen Union, Lit, Münster 2007, ISBN 978-3-8258-0342-1.
- Familienpolitik. Biblisch-christliches Familienbild und kulturelle Globalisierung (Konferenzschrift, 2007), Lit, Münster 2009, ISBN 978-3-643-10086-3.
- mit Karl Farmer: Die Krise der Weltwirtschaft. Zurück zur sozialen Marktwirtschaft und die ethischen Herausforderungen auf dem Weg dahin, Lit, Münster 2011, ISBN 978-3-643-10955-2.
- Die Zukunft des Euro. Zerbruch der Gemeinschaftswährung oder Aufbruch zur politischen Union?, Lit, Münster 2012, ISBN 978-3-643-11575-1.
- mit Karl Farmer und Harald Jung (Hrsg.): Wirtschaftskrisen und Vertrauensverlust in Wirtschaft und Politik, Lit Verlag, Berlin 2014, ISBN 978-3-643-12521-7.
- mit Reinhard Haupt und Stephan Schmitz: Die Energiewende: zwischen Vision und Wirklichkeit, SCM Hänssler, Holzgerlingen 2015, ISBN 978-3-7751-5685-1.
- mit Karl Farmer, Harald Jung und Christian Müller: Zeitschrift für Marktwirtschaft und Ethik nr. 4, Verlag Traugott Bautz, Nordhausen 2016, ISBN 978-3-95948-121-2.
- mit Harald Jung und Christian Müller: Unternehmensverantwortung in der Sozialen Marktwirtschaft, Verlag Ferdinand Schöningh, Paderborn 2019, ISBN 978-3-506-72850-0.